# Lodewijk I van Portugal
Lodewijk Filips Maria Ferdinand Peter van Alcântara Anton Michaël Rafaël Gabriël Gonzaga Xavier Frans van Assisi Johan August Julius Valfando van Saksen-Coburg-Gotha en Bragança (Lissabon, 31 oktober 1838 — Cascais, 19 oktober 1889) was van 1861 tot 1889 koning van Portugal (Portugees: Dom Luís/Luiz I). Hij was de tweede zoon van koningin Maria II en koning-gemaal Ferdinand II uit het huis Saksen-Coburg en Gotha. Hij was cultureel onderlegd en schreef gedichten maar had in politiek opzicht geen opvallende kwaliteiten.
Lodewijk besteeg de Portugese troon toen in 1861 zijn oudere broer, de bij het volk zeer geliefde en kinderloze koning Peter V, aan griep overleed. Ook twee van zijn andere broers, Johan Maria en Ferdinand Maria, stierven tijdens de epidemie aan deze ziekte. Een jaar later trad hij in het huwelijk met Maria Pia van Savoye, dochter van koning Victor Emanuel II van het nieuwe koninkrijk Italië.

Het paar kreeg twee kinderen:
- Karel (1863 – 1908), koning van Portugal 1889-1908
- Alfons (1865 – 1920), hertog van Porto

Bij het Verdrag van Tièn-tsin van 1862 slaagde Lodewijk erin Macau te behouden. Zijn regering werd aanvankelijk geleid door de competente António Maria de Fontes Pereira de Melo, die vooral de industrialisering van Portugal bespoedigde. Nadat deze echter in 1886 zijn macht verloor en het jaar daarop stierf werd de heerschappij van de niet bijster voor regeringszaken geschikte koning overschaduwd door problemen (twee muiterijen en felle strijd tussen de Liberalen en Conservatieven).
Portugal was van plan zijn koloniën in West-Afrika (het huidige Angola) en Oost-Afrika (Mozambique) tot één rijk samen te smeden. Hiermee kwam het land lijnrecht tegenover Engeland te staan dat een vergelijkbaar plan had in noord-zuidelijke richting van Egypte tot Zuid-Afrika. Portugal kon niet op tegen het machtige Britse Imperium en zag van het plan af. Het volk was er echter zeer enthousiast over geweest en de teleurstelling was groot. Men stelde nu voor het eerst niet de regering maar de koning persoonlijk verantwoordelijk voor deze nederlaag en de eerste republikeinse groeperingen ontstonden. Hoewel er op Lodewijk nog twee koningen zouden volgen kan deze teleurstelling worden beschouwd als het begin van het einde van de Portugese monarchie.
Na de Spaanse revolutie van 1868 werd Lodewijk de Spaanse kroon aangeboden, die hij echter weigerde. Uiteindelijk zou in 1870 zijn zwager Amadeus van Savoye deze wel aanvaarden. Lodewijk slaagde erin bij de Koloniale Conferentie van Berlijn van 1885 de Oost-Afrikaanse gebieden te behouden.
Voor het overige was Lodewijks heerschappij een periode van stagnatie op het gebied van onderwijs, technologische vooruitgang en economie. De koning was vooral geïnteresseerd in wetenschap en dan vooral oceanografie. Hij besteedde grote sommen van zijn persoonlijke vermogen aan het uitrusten van boten voor expedities. Door zijn inspanningen werd een van de eerste openbare aquaria ter wereld geopend, het Aquário Vasca da Gama in Lissabon, dat nog steeds te bezichtigen is.
Lodewijk stierf op 19 oktober 1889 en werd opgevolgd door zijn zoon Karel (I).

## Kwartierstaat
| Frans van Saksen-Coburg-Saalfeld (1750-1806) | Frans van Saksen-Coburg-Saalfeld (1750-1806) | Frans van Saksen-Coburg-Saalfeld (1750-1806) | Frans van Saksen-Coburg-Saalfeld (1750-1806) | Frans van Saksen-Coburg-Saalfeld (1750-1806)                          | Frans van Saksen-Coburg-Saalfeld (1750-1806)                          | Augusta van Reuss-Ebersdorf en Lobenstein (1757-1831)                 | Augusta van Reuss-Ebersdorf en Lobenstein (1757-1831)                 | Augusta van Reuss-Ebersdorf en Lobenstein (1757-1831)                 | Augusta van Reuss-Ebersdorf en Lobenstein (1757-1831)                 | Augusta van Reuss-Ebersdorf en Lobenstein (1757-1831) | Augusta van Reuss-Ebersdorf en Lobenstein (1757-1831) |                                       |                                       | Frans Jozef (Ferenc József) Koháry (1767–1826) | Frans Jozef (Ferenc József) Koháry (1767–1826) | Frans Jozef (Ferenc József) Koháry (1767–1826) | Frans Jozef (Ferenc József) Koháry (1767–1826) | Frans Jozef (Ferenc József) Koháry (1767–1826) | Frans Jozef (Ferenc József) Koháry (1767–1826) | Maria Antonia Waldstein (1771–1854)  | Maria Antonia Waldstein (1771–1854)  | Maria Antonia Waldstein (1771–1854) | Maria Antonia Waldstein (1771–1854) | Maria Antonia Waldstein (1771–1854) | Maria Antonia Waldstein (1771–1854) |                                     |                                     | Johan VI van Portugal (1767-1826)   | Johan VI van Portugal (1767-1826)   | Johan VI van Portugal (1767-1826) | Johan VI van Portugal (1767-1826) | Johan VI van Portugal (1767-1826)      | Johan VI van Portugal (1767-1826)      | Charlotte Joachime van Bourbon (1775-1830) | Charlotte Joachime van Bourbon (1775-1830) | Charlotte Joachime van Bourbon (1775-1830) | Charlotte Joachime van Bourbon (1775-1830) | Charlotte Joachime van Bourbon (1775-1830) | Charlotte Joachime van Bourbon (1775-1830) |                                          |                                          | Frans II van Oostenrijk (1768-1835)      | Frans II van Oostenrijk (1768-1835)      | Frans II van Oostenrijk (1768-1835)      | Frans II van Oostenrijk (1768-1835)      | Frans II van Oostenrijk (1768-1835)   | Frans II van Oostenrijk (1768-1835)   | Maria Theresia van Bourbon-Sicilië (1772-1807) | Maria Theresia van Bourbon-Sicilië (1772-1807) | Maria Theresia van Bourbon-Sicilië (1772-1807) | Maria Theresia van Bourbon-Sicilië (1772-1807) | Maria Theresia van Bourbon-Sicilië (1772-1807) | Maria Theresia van Bourbon-Sicilië (1772-1807) |  |  |  |  |  |  |  |  |  |  |  |  |  |  |  |  |  |  |  |  |  |  |  |  |  |  |  |  |  |  |  |  |  |  |  |  |  |  |  |  |  |  |  |  |  |  |  |  |
| Frans van Saksen-Coburg-Saalfeld (1750-1806) | Frans van Saksen-Coburg-Saalfeld (1750-1806) | Frans van Saksen-Coburg-Saalfeld (1750-1806) | Frans van Saksen-Coburg-Saalfeld (1750-1806) | Frans van Saksen-Coburg-Saalfeld (1750-1806)                          | Frans van Saksen-Coburg-Saalfeld (1750-1806)                          | Augusta van Reuss-Ebersdorf en Lobenstein (1757-1831)                 | Augusta van Reuss-Ebersdorf en Lobenstein (1757-1831)                 | Augusta van Reuss-Ebersdorf en Lobenstein (1757-1831)                 | Augusta van Reuss-Ebersdorf en Lobenstein (1757-1831)                 | Augusta van Reuss-Ebersdorf en Lobenstein (1757-1831) | Augusta van Reuss-Ebersdorf en Lobenstein (1757-1831) |                                       |                                       | Frans Jozef (Ferenc József) Koháry (1767–1826) | Frans Jozef (Ferenc József) Koháry (1767–1826) | Frans Jozef (Ferenc József) Koháry (1767–1826) | Frans Jozef (Ferenc József) Koháry (1767–1826) | Frans Jozef (Ferenc József) Koháry (1767–1826) | Frans Jozef (Ferenc József) Koháry (1767–1826) | Maria Antonia Waldstein (1771–1854)  | Maria Antonia Waldstein (1771–1854)  | Maria Antonia Waldstein (1771–1854) | Maria Antonia Waldstein (1771–1854) | Maria Antonia Waldstein (1771–1854) | Maria Antonia Waldstein (1771–1854) |                                     |                                     | Johan VI van Portugal (1767-1826)   | Johan VI van Portugal (1767-1826)   | Johan VI van Portugal (1767-1826) | Johan VI van Portugal (1767-1826) | Johan VI van Portugal (1767-1826)      | Johan VI van Portugal (1767-1826)      | Charlotte Joachime van Bourbon (1775-1830) | Charlotte Joachime van Bourbon (1775-1830) | Charlotte Joachime van Bourbon (1775-1830) | Charlotte Joachime van Bourbon (1775-1830) | Charlotte Joachime van Bourbon (1775-1830) | Charlotte Joachime van Bourbon (1775-1830) |                                          |                                          | Frans II van Oostenrijk (1768-1835)      | Frans II van Oostenrijk (1768-1835)      | Frans II van Oostenrijk (1768-1835)      | Frans II van Oostenrijk (1768-1835)      | Frans II van Oostenrijk (1768-1835)   | Frans II van Oostenrijk (1768-1835)   | Maria Theresia van Bourbon-Sicilië (1772-1807) | Maria Theresia van Bourbon-Sicilië (1772-1807) | Maria Theresia van Bourbon-Sicilië (1772-1807) | Maria Theresia van Bourbon-Sicilië (1772-1807) | Maria Theresia van Bourbon-Sicilië (1772-1807) | Maria Theresia van Bourbon-Sicilië (1772-1807) |  |  |  |  |  |  |  |  |  |  |  |  |  |  |  |  |  |  |  |  |  |  |  |  |  |  |  |  |  |  |  |  |  |  |  |  |  |  |  |  |  |  |  |  |  |  |  |  |
|                                              |                                              |                                              |                                              |                                                                       |                                                                       |                                                                       |                                                                       |                                                                       |                                                                       |                                                       |                                                       |                                       |                                       |                                                |                                                |                                                |                                                |                                                |                                                |                                      |                                      |                                     |                                     |                                     |                                     |                                     |                                     |                                     |                                     |                                   |                                   |                                        |                                        |                                            |                                            |                                            |                                            |                                            |                                            |                                          |                                          |                                          |                                          |                                          |                                          |                                       |                                       |                                                |                                                |                                                |                                                |                                                |                                                |  |  |  |  |  |  |  |  |  |  |  |  |  |  |  |  |  |  |  |  |  |  |  |  |  |  |  |  |  |  |  |  |  |  |  |  |  |  |  |  |  |  |  |  |  |  |  |  |
|                                              |                                              |                                              |                                              | Ferdinand George August van Saksen-Coburg-Saalfeld-Koháry (1785-1851) | Ferdinand George August van Saksen-Coburg-Saalfeld-Koháry (1785-1851) | Ferdinand George August van Saksen-Coburg-Saalfeld-Koháry (1785-1851) | Ferdinand George August van Saksen-Coburg-Saalfeld-Koháry (1785-1851) | Ferdinand George August van Saksen-Coburg-Saalfeld-Koháry (1785-1851) | Ferdinand George August van Saksen-Coburg-Saalfeld-Koháry (1785-1851) |                                                       |                                                       |                                       |                                       |                                                |                                                | Antonia Koháry (1797-1862)                     | Antonia Koháry (1797-1862)                     | Antonia Koháry (1797-1862)                     | Antonia Koháry (1797-1862)                     | Antonia Koháry (1797-1862)           | Antonia Koháry (1797-1862)           |                                     |                                     |                                     |                                     |                                     |                                     |                                     |                                     |                                   |                                   | Peter I van Brazilië (1798-1834)       | Peter I van Brazilië (1798-1834)       | Peter I van Brazilië (1798-1834)           | Peter I van Brazilië (1798-1834)           | Peter I van Brazilië (1798-1834)           | Peter I van Brazilië (1798-1834)           |                                            |                                            |                                          |                                          |                                          |                                          | Leopoldine van Oostenrijk (1797-1826)    | Leopoldine van Oostenrijk (1797-1826)    | Leopoldine van Oostenrijk (1797-1826) | Leopoldine van Oostenrijk (1797-1826) | Leopoldine van Oostenrijk (1797-1826)          | Leopoldine van Oostenrijk (1797-1826)          |                                                |                                                |                                                |                                                |  |  |  |  |  |  |  |  |  |  |  |  |  |  |  |  |  |  |  |  |  |  |  |  |  |  |  |  |  |  |  |  |  |  |  |  |  |  |  |  |  |  |  |  |  |  |  |  |
|                                              |                                              |                                              |                                              | Ferdinand George August van Saksen-Coburg-Saalfeld-Koháry (1785-1851) | Ferdinand George August van Saksen-Coburg-Saalfeld-Koháry (1785-1851) | Ferdinand George August van Saksen-Coburg-Saalfeld-Koháry (1785-1851) | Ferdinand George August van Saksen-Coburg-Saalfeld-Koháry (1785-1851) | Ferdinand George August van Saksen-Coburg-Saalfeld-Koháry (1785-1851) | Ferdinand George August van Saksen-Coburg-Saalfeld-Koháry (1785-1851) |                                                       |                                                       |                                       |                                       |                                                |                                                | Antonia Koháry (1797-1862)                     | Antonia Koháry (1797-1862)                     | Antonia Koháry (1797-1862)                     | Antonia Koháry (1797-1862)                     | Antonia Koháry (1797-1862)           | Antonia Koháry (1797-1862)           |                                     |                                     |                                     |                                     |                                     |                                     |                                     |                                     |                                   |                                   | Peter I van Brazilië (1798-1834)       | Peter I van Brazilië (1798-1834)       | Peter I van Brazilië (1798-1834)           | Peter I van Brazilië (1798-1834)           | Peter I van Brazilië (1798-1834)           | Peter I van Brazilië (1798-1834)           |                                            |                                            |                                          |                                          |                                          |                                          | Leopoldine van Oostenrijk (1797-1826)    | Leopoldine van Oostenrijk (1797-1826)    | Leopoldine van Oostenrijk (1797-1826) | Leopoldine van Oostenrijk (1797-1826) | Leopoldine van Oostenrijk (1797-1826)          | Leopoldine van Oostenrijk (1797-1826)          |                                                |                                                |                                                |                                                |  |  |  |  |  |  |  |  |  |  |  |  |  |  |  |  |  |  |  |  |  |  |  |  |  |  |  |  |  |  |  |  |  |  |  |  |  |  |  |  |  |  |  |  |  |  |  |  |
|                                              |                                              |                                              |                                              |                                                                       |                                                                       |                                                                       |                                                                       |                                                                       |                                                                       | Ferdinand II van Portugal (1816-1885)                 | Ferdinand II van Portugal (1816-1885)                 | Ferdinand II van Portugal (1816-1885) | Ferdinand II van Portugal (1816-1885) | Ferdinand II van Portugal (1816-1885)          | Ferdinand II van Portugal (1816-1885)          |                                                |                                                |                                                |                                                |                                      |                                      |                                     |                                     |                                     |                                     |                                     |                                     |                                     |                                     |                                   |                                   |                                        |                                        |                                            |                                            |                                            |                                            | Maria II van Portugal (1819-1853)          | Maria II van Portugal (1819-1853)          | Maria II van Portugal (1819-1853)        | Maria II van Portugal (1819-1853)        | Maria II van Portugal (1819-1853)        | Maria II van Portugal (1819-1853)        |                                          |                                          |                                       |                                       |                                                |                                                |                                                |                                                |                                                |                                                |  |  |  |  |  |  |  |  |  |  |  |  |  |  |  |  |  |  |  |  |  |  |  |  |  |  |  |  |  |  |  |  |  |  |  |  |  |  |  |  |  |  |  |  |  |  |  |  |
|                                              |                                              |                                              |                                              |                                                                       |                                                                       |                                                                       |                                                                       |                                                                       |                                                                       | Ferdinand II van Portugal (1816-1885)                 | Ferdinand II van Portugal (1816-1885)                 | Ferdinand II van Portugal (1816-1885) | Ferdinand II van Portugal (1816-1885) | Ferdinand II van Portugal (1816-1885)          | Ferdinand II van Portugal (1816-1885)          |                                                |                                                |                                                |                                                |                                      |                                      |                                     |                                     |                                     |                                     |                                     |                                     |                                     |                                     |                                   |                                   |                                        |                                        |                                            |                                            |                                            |                                            | Maria II van Portugal (1819-1853)          | Maria II van Portugal (1819-1853)          | Maria II van Portugal (1819-1853)        | Maria II van Portugal (1819-1853)        | Maria II van Portugal (1819-1853)        | Maria II van Portugal (1819-1853)        |                                          |                                          |                                       |                                       |                                                |                                                |                                                |                                                |                                                |                                                |  |  |  |  |  |  |  |  |  |  |  |  |  |  |  |  |  |  |  |  |  |  |  |  |  |  |  |  |  |  |  |  |  |  |  |  |  |  |  |  |  |  |  |  |  |  |  |  |
|                                              |                                              |                                              |                                              |                                                                       |                                                                       |                                                                       |                                                                       |                                                                       |                                                                       |                                                       |                                                       |                                       |                                       |                                                |                                                |                                                |                                                |                                                |                                                |                                      |                                      |                                     |                                     |                                     |                                     |                                     |                                     |                                     |                                     |                                   |                                   |                                        |                                        |                                            |                                            |                                            |                                            |                                            |                                            |                                          |                                          |                                          |                                          |                                          |                                          |                                       |                                       |                                                |                                                |                                                |                                                |                                                |                                                |  |  |  |  |  |  |  |  |  |  |  |  |  |  |  |  |  |  |  |  |  |  |  |  |  |  |  |  |  |  |  |  |  |  |  |  |  |  |  |  |  |  |  |  |  |  |  |  |
|                                              |                                              |                                              |                                              |                                                                       |                                                                       |                                                                       |                                                                       |                                                                       |                                                                       |                                                       |                                                       |                                       |                                       |                                                |                                                |                                                |                                                |                                                |                                                |                                      |                                      |                                     |                                     |                                     |                                     |                                     |                                     |                                     |                                     |                                   |                                   |                                        |                                        |                                            |                                            |                                            |                                            |                                            |                                            |                                          |                                          |                                          |                                          |                                          |                                          |                                       |                                       |                                                |                                                |                                                |                                                |                                                |                                                |  |  |  |  |  |  |  |  |  |  |  |  |  |  |  |  |  |  |  |  |  |  |  |  |  |  |  |  |  |  |  |  |  |  |  |  |  |  |  |  |  |  |  |  |  |  |  |  |
| Peter V van Portugal (1837-1861)             | Peter V van Portugal (1837-1861)             | Peter V van Portugal (1837-1861)             | Peter V van Portugal (1837-1861)             | Peter V van Portugal (1837-1861)                                      | Peter V van Portugal (1837-1861)                                      |                                                                       |                                                                       | Lodewijk I van Portugal (1838-1889)                                   | Lodewijk I van Portugal (1838-1889)                                   | Lodewijk I van Portugal (1838-1889)                   | Lodewijk I van Portugal (1838-1889)                   | Lodewijk I van Portugal (1838-1889)   | Lodewijk I van Portugal (1838-1889)   |                                                |                                                | Johan Maria van Portugal (1842-1861)           | Johan Maria van Portugal (1842-1861)           | Johan Maria van Portugal (1842-1861)           | Johan Maria van Portugal (1842-1861)           | Johan Maria van Portugal (1842-1861) | Johan Maria van Portugal (1842-1861) |                                     |                                     | Maria Anna van Portugal (1843-1884) | Maria Anna van Portugal (1843-1884) | Maria Anna van Portugal (1843-1884) | Maria Anna van Portugal (1843-1884) | Maria Anna van Portugal (1843-1884) | Maria Anna van Portugal (1843-1884) |                                   |                                   | Antonia Maria van Portugal (1845-1913) | Antonia Maria van Portugal (1845-1913) | Antonia Maria van Portugal (1845-1913)     | Antonia Maria van Portugal (1845-1913)     | Antonia Maria van Portugal (1845-1913)     | Antonia Maria van Portugal (1845-1913)     |                                            |                                            | Ferdinand Maria van Portugal (1846-1861) | Ferdinand Maria van Portugal (1846-1861) | Ferdinand Maria van Portugal (1846-1861) | Ferdinand Maria van Portugal (1846-1861) | Ferdinand Maria van Portugal (1846-1861) | Ferdinand Maria van Portugal (1846-1861) |                                       |                                       | August Maria van Portugal (1847-1889)          | August Maria van Portugal (1847-1889)          | August Maria van Portugal (1847-1889)          | August Maria van Portugal (1847-1889)          | August Maria van Portugal (1847-1889)          | August Maria van Portugal (1847-1889)          |  |  |  |  |  |  |  |  |  |  |  |  |  |  |  |  |  |  |  |  |  |  |  |  |  |  |  |  |  |  |  |  |  |  |  |  |  |  |  |  |  |  |  |  |  |  |  |  |